# Maria de Médici (1540–1557)
Maria de Médici (Florença, 3 de abril de 1540 – Livorno, 19 de novembro de 1557) foi a filha mais velha de Cosme I de Médici, Grão-Duque da Toscana com sua esposa Leonor de Toledo. Ela era membro da ilustre Família Médici.

## Biografia
Maria foi educada juntamente com os irmãos sob os ideais renascentistas. Era a mais brilhante das crianças de Cosme I de Médici; Quando seu irmão Francisco não entendeu sua lição de grego, seus tutores pediram que Maria lhe explicasse. Maria manteve-se um pouco distante de seus irmãos e irmãs mais novos. Ela foi descrita como uma jovem elegante, altamente educada e decorosa.
De acordo com fontes não confiáveis, recontadas no livro The Tragedies of the Medici de Edgcumbe Staley, Maria foi vigiada da aproximação de homens, porém conseguia se encontrar com um jovem chamado Malatesta de' Malatesti em segredo.
Maria estava noiva de Afonso II d'Este quando morreu inesperadamente em Livorno, vítima de malária aos 17 anos de idade. Mais tarde seu antigo noivo casou-se com sua irmã mais nova, Lucrécia de Médici.

## Genealogia
| Maria de Médici | Pai: Cosme I de Médici | Avô paterno: João de Médici                   | Bisavô paterno: Giovani de Médici          |
| Maria de Médici | Pai: Cosme I de Médici | Avô paterno: João de Médici                   | Bisavó paterna: Catarina Sforza            |
| Maria de Médici | Pai: Cosme I de Médici | Avó paterna: Maria Salviati                   | Bisavô paterno: Jacobo Salviati            |
| Maria de Médici | Pai: Cosme I de Médici | Avó paterna: Maria Salviati                   | Bisavó paterna: Lucrécia de Médici         |
| Maria de Médici | Mãe: Leonor de Toledo  | Avô materno: Pedro Álvarez de Toledo e Zúñiga | Bisavô materno: Fadrique Álvarez de Toledo |
| Maria de Médici | Mãe: Leonor de Toledo  | Avô materno: Pedro Álvarez de Toledo e Zúñiga | Bisavó materna: Isabel de Zúñiga           |
| Maria de Médici | Mãe: Leonor de Toledo  | Avó materna: Maria Osorio Pimentel            | Bisavô materno: Luís Pimentel              |
| Maria de Médici | Mãe: Leonor de Toledo  | Avó materna: Maria Osorio Pimentel            | Bisavó materna: Joana Osorio               |